# Zamarada fessa
Zamarada fessa là một loài bướm đêm trong họ Geometridae.